# Aegus horridus
Aegus horridus es una especie de coleóptero de la familia Lucanidae.

## Distribución geográfica
Habita en Luzon en las (Filipinas).